# Peter Frenette
Peter Frenette (* 24. Februar 1992 in Port Jefferson, Long Island, New York) ist ein ehemaliger US-amerikanischer Skispringer.

## Werdegang
Frenette, der seit seinem sechsten Lebensjahr Skispringen betreibt, wurde im Januar 2009 in die Nationalmannschaft aufgenommen. Nachdem er anfangs nur im FIS-Cup aktiv gewesen war, gab er am 3. September 2009 in Pyeongchang sein Debüt im Skisprung-Continental-Cup und konnte bereits in seinem ersten Springen in dieser Serie mit dem 27. Platz in die Punkteränge springen. Nach weiteren Continental-Cup-Einsätzen, wo er mehrmals in den zweiten Durchgang sprang, trat er beim FIS-Cup in Lauscha an und konnte mit den Plätzen 2 und 4 erstmals unter die Top Ten im FIS-Cup springen. Bei den Junioren-Weltmeisterschaften 2010 in Hinterzarten sprang er auf den zwölften Platz.
Dann wurde er, obwohl er bisher noch nie im Weltcup sprang, überraschend ins Team für die Olympischen Winterspiele in Vancouver berufen. Auf der Normalschanze erreichte er punktgleich mit seinem Landsmann Nicholas Alexander den 41. Platz. Von der Großschanze verpasste er als 32. den zweiten Durchgang nur knapp. Mit dem Team belegte er den elften und damit vorletzten Platz.
Im Sommer 2010 belegte er beim Continental Cup in Lillehammer (Norwegen) die Plätze 53 und 22. In Oslo verpasste er bei beiden Springen den zweiten Durchgang. Wenige Tage später belegte er beim FIS-Cup in Falun den zweiten Platz. Am nächsten Tag fuhr er seinen ersten FIS-Cup-Sieg ein. In diesem Sommer war er der einzige US-Amerikaner, der im Continental Cup den zweiten Durchgang erreichte. Am 9. Januar 2011 konnte er im japanischen Sapporo als Zweiter erstmals das Podium eines Continental-Cup-Springens besteigen. Somit ist er der derzeit beste US-amerikanische Skispringer. Am 16. Januar 2011 erreichte er – ebenfalls in Sapporo – mit Platz 18 seine ersten Weltcuppunkte.
Frenette besuchte bis 2010 die Saranac Lake High School in Saranac Lake. Obwohl er eine Zulassung für die University of Denver erhielt, lehnte er diese ab, um sich voll dem Skispringen zu widmen.
Im Juli 2014 kündigte er an, seine Karriere sofort beenden zu wollen, um an der University of Denver zu studieren.
Frenette nahm an insgesamt 18 Weltcup-Wettbewerben und zwei Olympischen Spielen teil.

## Erfolge

### Weltcup-Platzierungen
| Saison  | Platz | Punkte |
| ------- | ----- | ------ |
| 2010/11 | 62.   | 13     |
| 2012/13 | 58.   | 21     |

### Grand-Prix-Platzierungen
| Saison | Platz | Punkte |
| ------ | ----- | ------ |
| 2012   | 44.   | 40     |